# Elizabeth Shakman Hurd

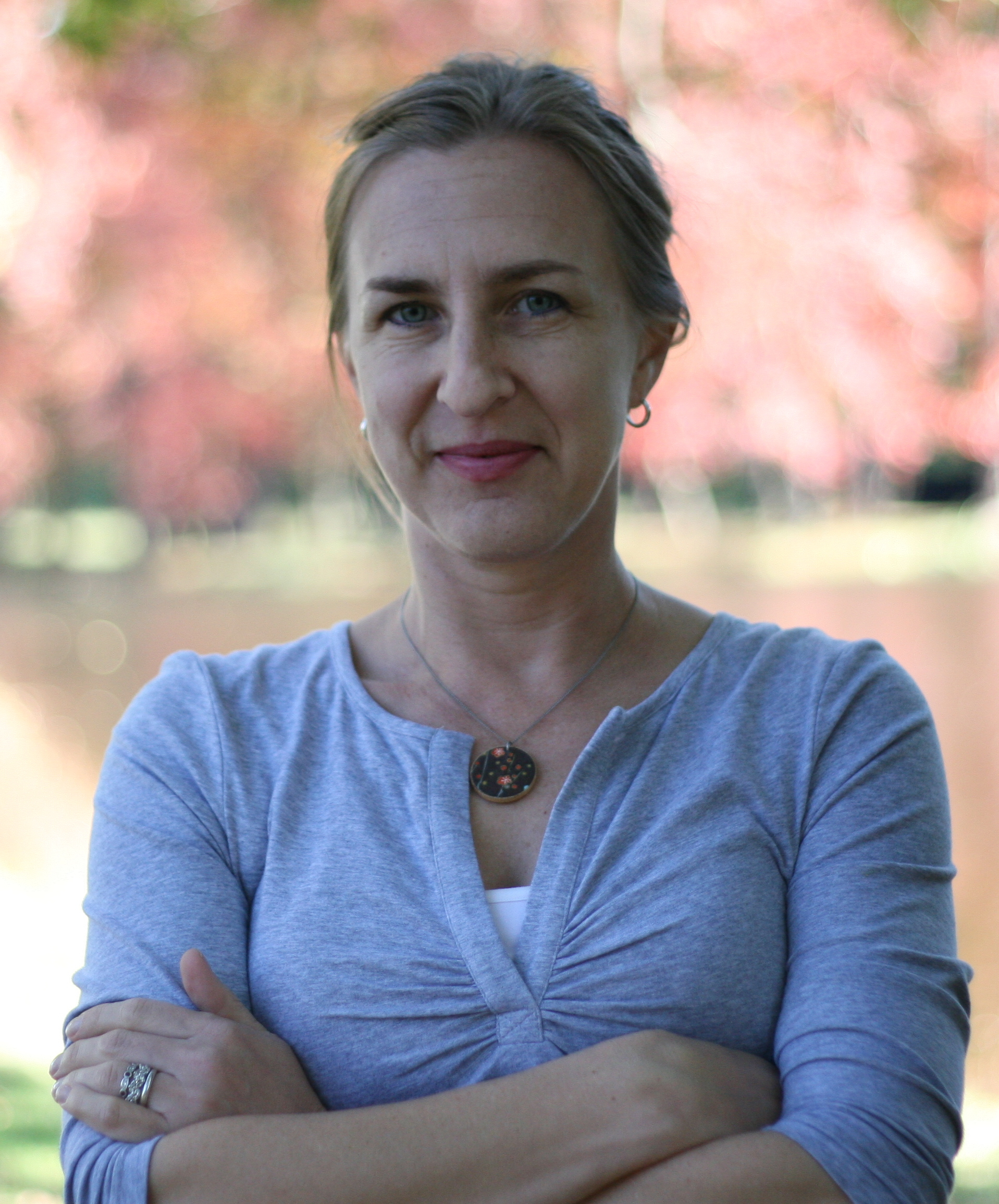
Elizabeth Shakman Hurd

Elizabeth Shakman Hurd (* 1970) ist eine US-amerikanische Politikwissenschaftlerin und Professorin für Politik- und Religionswissenschaft sowie Inhaberin des Crown-Lehrstuhls für Nahoststudien (amerikanisch: Middle East Studies) an der Northwestern University in Evanston.
Hurd studierte an der Wesleyan University (Bachelor-Examen, Politikwissenschaft, 1992), der Yale University (Master-Examen, Internationale Beziehungen, 1996) und der Johns Hopkins University (Promotion zur Ph.D., Politikwissenschaft, 2002). Seither ist sie Professorin an der Northwestern University, erst als Assistant Professor (2004–2011), dann als Associate Professor (2011–2016) und schließlich als Fullprofessor und Lehrstuhlinhaberin. Sie forscht zur Rolle der Religion in der US-Außen- und Einwanderungspolitik und ist Co-Leiterin der Global Religion & Politics Research Group an der Northwestern University.

## Schriften (Auswahl)
- Herausgeberin mit Winnifred Fallers Sullivan: At home and abroad. The politics of American religion. Columbia University Press, New York 2021, ISBN 978-0-23119-898-1.
- Beyond religious freedom. The new global politics of religion. Princeton University Press, Princeton 2015, ISBN 978-0-69116-609-4.
- Herausgeberin mit Winnifred Fallers Sullivan, Saba Mahmood, und Peter G. Danchin: Politics of religious freedom. The University of Chicago Press, Chicago/London 2015, ISBN 978-0-22624-847-9.
- Herausgeberin mit Linell E. Cady: Comparative secularisms in a global age. Palgrave Macmillan, New York 2010, ISBN 978-0-23062-124-4.
- The politics of secularism in international relations. Princeton University Press, Princeton 2008, ISBN 978-0-69113-007-1.